# Шърли Тилмън
Шърли Мари Тилмън (на английски: Shirley Marie Tilghman), по баща Колдуел) е канадски учен по молекулярна биология и академичен администратор. Тя е професор по молекулярна биология и публична политика и почетен президент на Принстънския университет. През 2002 г. списание „Дискавър“ я признава за една от 50-те най-важни жени в науката.
Тилмън е 19-ият президент на Принстънския университет; тя е първата жена, заела тази позиция и втората жена президент на университет от Бръшляновата лига. Тилмън е и първият биолог, заемал президентския пост в Принстънския университет. Тя е петият роден в чужбина президент на университета и вторият академик, роден в Канада, избран на тази позиция.
Лидер в областта на молекулярната биология, Тилмън е член на академичния състав на Принстънския университет в продължение на петнадесет години, преди да бъде назначена за президент. 
Тилмън продължава да заема лидерски позиции в глобалната научна общност. Тя е президент на Американското общество за клетъчна биология през 2015 г.

## Биография
Тилмън е родена на 17 септември 1946 г. в Торонто, Канада. Като малко дете баща ѝ насърчава интереса ѝ към математиката. Завършва гимназия Келвин в Уинипег, Манитоба и през 1968 г. получава бакалавърска степен по химия с почести от Queen's University в Кингстън, Канада. Работи като гимназиален учител в Сиера Леоне, Западна Африка, в Програмата за канадски университетски услуги в чужбина. Тилмън получава докторска степен по биохимия от университета „Темпъл“ във Филаделфия, Пенсилвания при Ричард У. Хансън; тя е първият му докторант. Докторската ѝ дисертация е озаглавена The Hormonal Regulation of Phosphoenolpyruvate Carboxykinase („Хормоналната регулация на фосфоенолпируват карбоксикиназата“).
През 1970 г. се омъжва за Джоузеф Тилмън. Двамата се развеждат през 1983 г., като Шърли Тилмън остава попечител на непълнолетните им дъщеря (Ребека) и син (Алекс). Тя отдава успешното балансиране между научна кариера и грижи за семейството си на организираност и фокус.
Работата на Тилмън в областта на молекулярната генетика се фокусира върху регулирането на гените по време на развитието, особено в областта на геномния импринтинг.
По време на постдокторантски проучвания в Националните институти по здравеопазване Тилмън прави редица открития, докато е член на екипа, който клонира първия ген на бозайник. Като независим изследовател в Cancer Center Fox Chase във Филаделфия от 1980 до 1986 г. и помощник-доцент по човешка генетика в Пенсилванския университет, Тилмън продължава да прави научни пробиви.
Тилмън постъпва в Принстънския университет през 1986 г. като професор по природни науки. Две години по-късно тя се присъединява към Медицинския институт „Хауърд Хюз“ като изследовател. Тя е лидер в използването на мишки за разбиране на поведението на гените чрез изследване на ефекта от вмъкването на ген в ембрионални клетки.
През 1998 г. тя поема допълнителни отговорности като директор и основател на мултидисциплинарния институт на Луис-Сиглър за интегративна геномика към Принстън.
Обширната поредица от публикувани изследователски статии на Тилмън са каталогизирани на правителствения уебсайт PubMed на Националната медицинска библиотека на Съединените щати, секция NLM на Националните институти по здравеопазване.
Тилмън наследява Харолд Тафлър Шапиро и става 19-ият президент на Принстънския университет през 2001 г. Тя е избрана за първата жена президент на Принстън на 5 май 2001 г. и поема поста на 15 юни 2001 г. Под нейното управление университетът построява шести жилищен колеж, наречен в чест на възпитаничката Мег Уитман, за да поеме 11% увеличение на студентите (около 500 студенти). През 2012 г. Тилмън обявява, че ще се оттегли от президентския пост през юни 2013 г. Тя е наследена от тогавашния ректор на университета Кристофър Л. Айсгрубер.
Тилмън ръководи редица академични инициативи в Принстън, включително създаването на Център за афроамерикански изследвания, Център за изкуствата „Луис“ (кръстен на възпитаника на университета Питър Б. Луис), Принстънския институт по невронауки и Центъра за енергия и околна среда „Андлингер“ (кръстен на възпитаника на университета Герхард Р. Андлингер).

## Награди и отличия

### Членство
Тилмън е член на следните организации:
- Член на Американското философско общество (2000)[22]
- Чуждестранен сътрудник на Националната академия на науките на САЩ[23][24]
- Избрана за член на Британското кралско научно дружество (1995)[25]
- Член-основател на Международното дружество за генома на бозайниците[26]
- Почетен член на Института на инженерите по електротехника и електроника (2014)[27]

Тя служи като попечител на Фондацията „Карнеги“ за международен мир и Университета за наука и технологии „Крал Абдула“ на Саудитска Арабия. От 1993 до 2000 г. Тилмън председателства Съвета по наука и технологии на Принстънския университет, който насърчава преподаването на наука и технологии на студенти извън точните науки. През 1996 г. тя получава президентската награда на Принстън за преподавателски принос.
Деветнадесет випуска на Принстън, от 1941 до 2005 г., правят президента Тилмън свой почетен член.

### Награди
Тилмън получава следните награди по време на кариерата си:
- Награда за жени в клетъчната биология на Американското дружество за клетъчна биология (2000)[28]
- Награда L'Oréal-ЮНЕСКО за жени в науката (2002)[29]
- Награда за цялостен принос от Дружеството за биология на развитието (2003)[30]
- Мемориален медал на Слоун-Кетеринг за изключителен принос към биомедицинските изследвания (2005)[31]
- Медал на Американското общество по генетика (2007)[32] [33]
- Награда „Американска мечта“ за успешни имигранти в САЩ (2007)[34]
- Международна награда на Хенри Г. Фризен за здравни изследвания (2010)[35]
- Офицер на Ордена на Канада (2014)[36]
- Личност на годината на Journal of Science (2014)[37]
- Медал на Калифорнийския университет (2017)[38]
- Награда „Хелън Дийн Кинг“ (2018)[39]

### Почетни степени
19-ият президент на Принстънския университет има над 19 почетни академични степени:
- Почетен доктор на науките, Колеж „Бард“ (2002)[40]
- Почетна степен, Колеж „Дикинсън“ (2002)[41]
- Почетен доктор по право, Университет „Саймън Фрейзър“ (2002)[42]
- Почетна степен, Университет на Британска Колумбия (2002)[43]
- Почетен доктор на науките, Йейлски университет (2002)[44]
- Почетен доктор по право, Университет „Райдър“ (2002)[45] [46]
- Почетна степен, Университет „Дрю“ (2004)[47]
- Почетен доктор по право, Харвардски университет (2004)[48]
- Почетен доктор на науките на Колумбийския университет (2005)[49]
- Почетен доктор на науките, Нюйоркски университет (2005)[50]
- Почетна докторска степен, Университет „Рокфелер“ (2006)[51]
- Почетен доктор на науките, Рътгърски университет, Щатски университет на Ню Джърси (2006)[52]
- Почетна степен, Мемориален университет на Нюфаундленд (2007)[53]
- Почетна докторска степен, Университет „Райърсън“ (2007)[54]
- Почетен доктор на науките, Вашингтонски университет (2007)[55]
- Почетен доктор по човешка литература, Колеж „Амхърст“ (2008)[56]
- Почетна степен, Политехнически институт „Ранселар“ (2008)[57]
- Почетен доктор по право, Принстънски университет (2013)[58]

## Публикации
Освен горепосочените изследвания, други големи публикации на Тилмън са:
- Tilghman, Shirley, et al. (1994) The Funding of Young Investigators in the Biological and Biomedical Sciences. ISBN 0-309-05077-4
- Tilghman, Shirley and National Research Council Committee on Dimensions, Causes, and Implications of Recent Trends in the Careers of Life Scientists (1998) Trends in the Careers of Life Scientists. Molecular Biology of the Cell Vol. 9, 3007–3015
- Tilghman, Shirley (1999) The Sins of the Fathers and Mothers: Genomic Imprinting in Mammalian Development. Cell Volume 96, Issue 2
- Tilghman, Shirley, et al. (2014) Rescuing US Biomedical Research from its Systemic Flaws; Proceedings of the National Academy of Sciences of America (PNAS), vol. 111, no. 16 [59]